# Đau lưng
Đau lưng (tiếng Anh là Back pain) là cảm giác đau ở phần phía sau của cơ thể. Tùy vào vị trí đau mà phân chia đau lưng thành 4 khu vực chính là đau cổ, đau giữa lưng (đau lưng trên), đau lưng dưới và đau vùng xương cụt. Trong đó những cơn đau ở vùng thắt lưng là phổ biến nhất. Các cơn đau lưng có thể cấp tính, bán cấp tính hoặc mãn tính tùy thuộc vào khoảng thời gian đau. Biểu hiện đặc trưng của đau lưng có thể là đau âm ỉ, nhức nhối, đau thấu xương hoặc cảm giác nóng rát. Hiện tượng đau khó chịu còn có thể lan ra cả cánh tay, bàn tay cũng như cẳng chân và tới cả bàn chân. Đôi khi đau có thể dẫn đến tê bì chân tay hoặc yếu cơ.
Cơn đau lưng có thể bắt nguồn từ các cơ, dây thần kinh, xương, khớp hoặc các bộ phận khác cấu thành nên cột sống. Những ảnh hưởng ở cấu trúc bên trong cơ thể như túi mật, tuyến tụy, động mạch chủ và thận cũng có thể là nguyên nhân gây đau lưng 
Đau lưng rất phổ biến, bằng chứng là có đến 9/10 người lớn tuổi đã trải qua tình trạng này một vài thời điểm trong cuộc đời và 5/10 người bị đau lưng diễn ra hàng năm. Theo ước tính thì số người Mỹ gặp phải tình trạng đau lưng vào một số thời điểm trong cuộc sống lên đến 95%. Vì vậy đây là nguyên nhân phổ biến dẫn đến đau mãn tính, mất khả năng lao động và tàn tật. Tuy nhiên rất hiếm khi bị đau lưng vĩnh viễn. Trong hầu hết các trường hợp thoát vị đĩa đệm và hẹp đĩa đệm thì nghỉ ngơi, tiêm hoặc phẫu thuật sẽ giải quyết cơn đau sau trung bình khoảng 1 năm. Ở Mỹ, đau lưng dưới dữ dội là lý do phổ biến thứ 5 khi đến khám bác sĩ và gây ra 40% số ngày nghỉ làm. Hơn nữa nó là nguyên nhân hàng đầu dẫn đến khuyết tật trên toàn thế giới 

## Phân loại
Có rất nhiều cách phân loại đau lưng khác nhau để tiện cho việc chẩn đoán và quản lý. Quá trình đau lưng được chia thành 3 kiểu dựa trên mô hình dự kiến chữa lành mô liên kiến đó là
- Đau cấp tính diễn ra trong 12 tuần
- Đau bán cấp từ 6 đến 12 tuần
- Đau mãn tính kéo dài hơn 12 tuần

## Nguyên nhân
Có tới 85% trường hợp không thể tìm thấy được nguyên nhân sinh lý.
Một số tác nhân gây ra đau lưng bao gồm mạch máu, nội tạng, nhiễm trùng, tác nhân cơ học và nguyên nhân tự miễn dịch. Tủy sống, rễ thần kinh, cột sống và các cơ quan nằm quanh cột sống rất có thể là nguyên nhân gây đau lưng. Dây chằng trước của đĩa đệm là bộ phận cực nhạy cảm, chỉ một chấn thương dù là nhỏ cũng gây ra những cơn đau đáng kể.Khi bị bệnh loãng xương, cấu trúc của xương sẽ trở nên yếu hơn và bắt đầu xuất hiện các vết nứt nhỏ thậm chí gãy xương gây ra đau. Tình trạng viêm khớp ở phía sau lưng cũng gây ra hiện tượng khó chịu. Các khớp nối của xương ống được xác định là nguyên nhân chính gây đau ở khoảng ⅓ số người bị đau lưng mãn tính và hầu hết những gặp chấn thương ở cổ.
 
Có khoảng 98% số người bị đau lưng cấp tính không đặc hiệu trong đó không có vấn đề về bệnh lý nghiêm trọng. Gần 2% còn lại là do các yếu tố thứ cấp, ung thư di căn, nhiễm trùng nghiêm trọng, chẳng hạn như viêm tủy xương sống và áp xe ngoài màng cứng chiếm khoảng 1% 
Đau lưng có thể được chia ra thành đau lưng không liên quan đến rễ thần kinh và bệnh lý thần kinh. Trong đó bệnh lý thần kinh xảy ra khi có những tác động chèn ép, viêm nhiễm rễ thần kinh gây ra các triệu chứng thần kinh như tê và ngứa ran.Thoát vị đĩa đệm và hẹp động mạch chủ là nguyên nhân chủ yếu dẫn đến các bệnh lý về dây thần kinh. Trong khi đó chấn thương cơ xương sống hoặc dây chằng, thoái hóa cột sống lại là nguyên nhân gây đau lưng không liên quan đến rễ thần kinh. Thoái hóa đốt sống hoặc thoái hóa cột sống xảy ra khi đĩa đệm bị thoái hóa khiến cho nó không thực hiện được chức năng đệm bảo vệ cột sống. Có một sự liên quan giữa hẹp đĩa đệm và đau cột sống lưng đó là khi bị hẹp đĩa đệm thì không gian giữa các đốt sống trở nên hẹp hơn dẫn đến chèn ép dây thần kinh
 
Ngoài ra một số nguyên nhân khác cũng dẫn đến đau lưng như phình động mạch chủ bụng, đau bụng niệu quản. Nhạy cảm hóa trung ương nơi chấn thương hoặc nhiễm trùng gây ra sự nhạy cảm cao và dai dẳng đối với cơn đau dẫn đến tình trạng đau lưng mãn tính. Trạng thái dai dẳng này duy trì cơn đau ngay cả khi các chấn thương ban đầu đã lành. Để điều trị nhạy cảm hóa thường dùng liều thấp của thuốc chống trầm cảm

### Yếu tố nguy cơ
Thừa cân béo phì, lối sống ít vận động và lười tập thể dục có thể làm tăng nguy cơ bị đau lưng. Những người hút thuốc lá có nhiều khả năng bị đau lưng hơn những người khác. Sai tư thế và tăng cân ở phụ nữ mang thai cũng là những yếu tố gây đau lưng. Nhìn chung, sự mệt mỏi có thể làm cơn đau thêm trầm trọng hơn
Một vài nghiên cứu đã chỉ ra rằng các yếu tố như căng thẳng trong công việc, áp lực từ các mối quan hệ trong gia đình có liên quan mật thiết với đau lưng hơn những bất thường ở cấu trúc xương khớp được chụp bằng xquang 

## Chẩn đoán
Trong nhiều trường hợp đau lưng nhẹ thì việc chẩn đoán rất khó chính xác, chỉ trừ khi lưng bắt đầu thấy đau trong thời gian dài thì chúng ta mới đi khám. Thông thường thì nếu bị đau lưng nhẹ các cơn đau sẽ biến mất một cách tự nhiên sau một vài tuần.

### Lá cờ đỏ
Hình ảnh thường không cần thiết trong chẩn đoán hoặc điều trị đau lưng. Tuy nhiên nếu có một số dấu hiệu "cờ đỏ" xuất hiện đồng thời khi chụp x-quang, chụp CT hoặc chụp cộng hưởng từ thì nó có thể được cân nhắc sử dụng. Những dấu hiệu "cờ đỏ" đó bao gồm
- Tiền sử bệnh ung thư
- Sút cân không rõ nguyên nhân
- Ức chế miễn dịch Nhiễm trùng tiết niệu
- Tiêm tĩnh mạch
- Sử dụng corticosteroid kéo dài
- Tình trạng đau lưng không được cải thiện dưới sự quản lý nghiêm ngặt
- Tiền sử chấn thương
- Sự tăng hoặc giảm khả năng bị loãng xương hoặc lão hóa
- Rối loạn tiểu tiện, đại tiện
- Gây tê

## Phòng chống
Bằng chứng cho thấy sự kết hợp giữa học tập và tập luyện thể dục thể thao sẽ làm giảm nguy cơ đau lưng dưới. Trong khi tập thể dục một mình có khả năng ngăn chặn nguy cơ hình thành đau lưng dưới. 
Bài tập chữa đau lưng có những quy tắc và động tác quan trọng giúp đẩy lùi cơn đau hiệu quả.
Sau khi áp dụng mỗi động tác những cơn đau sẽ giảm đi từ từ, từng chút một. Kết thúc quá trình tập luyện cũng là lúc tình trạng đau lưng được giải phóng hoàn toàn nhờ tác dụng của mỗi bài tập đau lưng được phát huy hết sức trong từng giai đoạn thực hiện.

## Điều trị
Mục đích của việc quản lý quá trình điều trị đau lưng là giảm thiểu tối đa cơn đau càng nhanh càng tốt để phục hồi khả năng hoạt động hàng ngày của bệnh nhân, giúp bệnh nhân chống chọi với cơn đau còn lại. Đánh giá được tác dụng phụ của liệu pháp điều trị và tạo thuận lợi cho bệnh nhân vượt qua rào cản về mặt pháp lý và kinh tế để hồi phục.
Đối với nhiều người, mục đích của quản lý là giữ cho cơn đau ở phạm vi có thể quản lý được phục vụ quá trình phục hồi chức năng từ đó dẫn đến việc giảm đau lâu dài. Ngoài ra, đối với một số người thì mục tiêu của sự quản lý là dùng các liệu pháp không phẫu thuật để kiểm soát các cơn đau và hạn chế việc phải phẫu thuật trong khi đối với những người khác phẫu thuật là cách nhanh nhất để cảm thấy tốt hơn 
Không phải việc điều trị lúc nào cũng có hiệu quả với mọi trường hợp và mọi đối tượng. Nhiều người nhận ra rằng họ cần phải thử một số các phương pháp điều trị khác nhau để biết được phương pháp nào có hiệu quả với họ nhất. Tình trạng đau lưng hiện tại (cấp tính hay mãn tính) cũng là một trong những yếu tố quyết định sự lựa chọn phương pháp điều trị. Chỉ có một số ít người bị đau lưng (từ 1 đến 10%) cần phải thực hiện phẫu thuật.
Ngoài ra, người bệnh cũng có thể lựa chọn phương pháp điều trị bảo tồn an toàn và lành tính từ những bài thuốc nam như: bài thuốc từ đu đủ, tỏi, cỏ xước, lá lốt, xương rồng,... đây đều là những bài thuốc dân gian được cha ông ta áp dụng nhiều đời đem lại hiệu quả tốt, không gây tác dụng phụ.

### Không dùng thuốc
Thông thường những phương pháp không sử dụng thuốc được dùng trước để giải quyết tình trạng đau lưng. Liệu pháp điều trị bằng nhiệt, xoa bóp, châm cứu được đề xuất để sử dụng trong trường hợp này 
- Liệu pháp nhiệt rất hữu ích cho các cơn co thắt lưng hoặc các tình trạng khác. Tổng quan kết luận rằng liệu pháp nhiệt có thể làm giảm các triệu chứng đau lưng cấp tính và dưới cấp tính
- Hoạt động thường xuyên và bài tập kéo dài nhẹ nhàng được khuyến khích trong đau lưng không biến chứng, và được kết hợp với kết quả lâu dài tốt hơn. Vật lý trị liệu để tăng cường cơ bắp ở vùng bụng và xung quanh cột sống cũng có thể được khuyến cáo.
- Những bài tập này có liên quan đến sự hài lòng của bệnh nhân tốt hơn, mặc dù nó không được chứng minh là cung cấp cải thiện chức năng. Tuy nhiên, một nghiên cứu cho thấy rằng tập thể dục có hiệu quả đối với đau lưng kinh niên, nhưng không phải là do đau cấp tính. Nếu được sử dụng, chúng sẽ được thực hiện dưới sự giám sát của một chuyên gia y tế được cấp phép.
- Liệu pháp mát-xa có thể giúp giảm đau ngắn hạn, nhưng không cải thiện chức năng, đối với những người bị đau lưng cấp tính. Nó cũng có thể giúp giảm đau ngắn hạn và cải thiện chức năng cho những người có cơn đau thấp hơn (mãn tính) và cận dưới cấp tính, nhưng lợi ích này dường như không được duy trì sau 6 tháng điều trị. Có vẻ như không có bất kỳ tác dụng phụ nghiêm trọng nào liên quan đến massage.
- Châm cứu có thể giúp giảm đau lưng. Tuy nhiên, cần nghiên cứu sâu hơn với bằng chứng mạnh mẽ hơn. Thao tác cột sống là một phương pháp được sử dụng rộng rãi trong điều trị đau lưng, mặc dù không có bằng chứng về lợi ích lâu dài.

### Thuốc
Nếu tình trạng đau lưng vẫn diễn ra thì chúng ta phải chuyển qua sử dụng thuốc.

### Phẫu thuật
Phẫu thuật cho đau lưng thường được sử dụng như một phương sách cuối cùng, khi thâm hụt thần kinh nghiêm trọng là điều hiển nhiên. Một nghiên cứu phẫu thuật sau phẫu thuật năm 2009 đã phát hiện ra rằng, đối với một số chẩn đoán nhất định, phẫu thuật tốt hơn các phương pháp điều trị thông thường khác, nhưng lợi ích của phẫu thuật thường giảm trong dài hạn.
Phẫu thuật đôi khi có thể thích hợp cho những người mắc bệnh tủy xương nặng hoặc hội chứng equina cauda. Nguyên nhân của thâm hụt thần kinh có thể bao gồm thoát vị đĩa đệm cột sống, hẹp cột sống, bệnh thoái hóa đĩa, khối u, nhiễm trùng, và tụ máu cột sống, tất cả đều có thể tác động lên rễ thần kinh xung quanh tủy sống. Có nhiều lựa chọn phẫu thuật để điều trị đau lưng và các tùy chọn này thay đổi tùy theo nguyên nhân gây đau.
Khi một đĩa đệm thoát vị là nén rễ thần kinh, cắt bỏ một phần hoặc cắt bỏ một phần hoặc cắt bỏ niêm mạc có thể được thực hiện, trong đó vật liệu nén trên dây thần kinh được lấy ra. Một phẫu thuật cắt lớp cấp tính có thể được thực hiện để mở rộng kênh cột sống trong trường hợp hẹp cột sống. Một foraminotomy hoặc foraminectomy cũng có thể cần thiết, nếu đốt sống gây ra nén rễ thần kinh đáng kể. Một giải phẫu cắt bỏ được thực hiện khi đĩa đệm đã bị thoát vị hoặc bị rách. Nó liên quan đến việc loại bỏ các đĩa nhô ra, hoặc là một phần của nó hoặc tất cả của nó, đó là đặt áp lực lên rễ thần kinh. Thay thế toàn bộ đĩa cũng có thể được thực hiện, trong đó nguồn gốc của cơn đau (đĩa bị hư hỏng) được loại bỏ và thay thế, đồng thời duy trì tính di động của cột sống. Khi toàn bộ đĩa bị loại bỏ (như trong phẫu thuật cắt bỏ), hoặc khi đốt sống không ổn định, phẫu thuật tổng hợp cột sống có thể được thực hiện. Tủy sống là một thủ tục trong đó ghép xương và phần cứng kim loại được sử dụng để sửa chữa với nhau hai hoặc nhiều đốt sống, do đó ngăn ngừa xương cột sống từ nén trên tủy sống hoặc rễ thần kinh.
Nếu nhiễm trùng, chẳng hạn như áp xe tủy sống, là nguồn gốc của cơn đau lưng, phẫu thuật có thể được chỉ định khi một thử nghiệm kháng sinh không có hiệu quả. Phẫu thuật sơ tán của tụ máu cột sống cũng có thể được cố gắng, nếu các sản phẩm máu không tự mình phá vỡ.

## Khi mang thai
Khoảng 50% phụ nữ bị đau lưng thấp khi mang thai. Một số nghiên cứu đã gợi ý những phụ nữ bị đau lưng trước khi mang thai có nguy cơ bị đau lưng cao hơn trong khi mang thai. Nó có thể đủ nghiêm trọng để gây đau và khuyết tật đáng kể cho tới một phần ba phụ nữ mang thai. Đau lưng thường bắt đầu vào khoảng 18 tuần tuổi thai, và đỉnh điểm từ 24 đến 36 tuần tuổi thai. Khoảng 16% phụ nữ bị đau lưng trong khi mang thai báo cáo tiếp tục đau lưng sau nhiều năm mang thai, cho thấy những người bị đau lưng đáng kể có nguy cơ bị đau lưng cao hơn sau khi mang thai
Các yếu tố sinh cơ của thai kỳ có liên quan đến đau lưng bao gồm tăng độ cong của lưng dưới, hoặc thắt lưng thắt lưng, để hỗ trợ trọng lượng tăng thêm ở vùng bụng. Ngoài ra, một hormone được gọi là relaxin được phát hành trong khi mang thai làm mềm các mô cấu trúc trong xương chậu và lưng dưới để chuẩn bị cho việc sinh âm đạo. Điều này làm mềm và tăng tính linh hoạt của các dây chằng và khớp ở lưng dưới có thể dẫn đến đau. Đau lưng trong thai kỳ thường kèm theo các triệu chứng của đường ruột, được cho là do thai nhi đang đè bẹp thần kinh và rối loạn thắt lưng ở xương chậu.
Các yếu tố tiêu biểu làm trầm trọng thêm cơn đau lưng của thai kỳ bao gồm đứng, ngồi, uốn cong, nâng và đi bộ. Đau lưng trong thai kỳ cũng có thể được đặc trưng bởi cơn đau lan tỏa vào đùi và mông, cơn đau ban đêm đủ nghiêm trọng để đánh thức bệnh nhân, cơn đau tăng lên vào ban đêm, hoặc đau tăng lên vào ban ngày
Có thể sử dụng nhiệt địa phương, acetaminophen (paracetamol) và massage để giúp giảm đau. Tránh đứng trong thời gian dài cũng được đề xuất.